# (372305) Bourdeille
(372305) Bourdeille est un astéroïde de la ceinture principale.

## Description
(372305) Bourdeille est un astéroïde de la ceinture principale. Il fut découvert le 20 novembre 2008 à Vicques (Jura) par Michel Ory. Il présente une orbite caractérisée par un demi-grand axe de 3,14 UA, une excentricité de 0,18 et une inclinaison de 0,5° par rapport à l'écliptique.

## Nom
L'objet est nommé d'après Christian Bourdeille, fondateur de l'Uranoscope de l'Ile de France.